# Learning Design
Learning Design (návrh vzdělávání) je systematický přístup k vytváření efektivních vzdělávacích zkušeností. Cílem je komplexní návrh procesu výuky tak, aby byly informace předávány efektivně, poutavě a tak, aby odpovídaly individuálním potřebám účastníků vzdělávání. Tento proces zahrnuje analýzu potřeb studentů, definování vzdělávacích cílů a navrhování intervencí pro usnadnění učení. Learning design v užším smyslu představuje sérii kroků, které na sebe logicky navazují a vedou od analýzy k řešení." Při jeho aplikaci jsou brány v potaz především individuální potřeby a schopnosti cílové skupiny či jednotlivce. 
Learning design jde bok po boku s pedagogikou, ale úplně s ní nesplývá. Není to přitom přístup nový. Principy označované jako instructional design či learning design se na vzdělávací scéně objevují od 40. let 20. století, nicméně existují důkazy, že začínají již mnohem dříve. Důležitým prvkem learning designu je totiž systémový až holistický přístup, typický třeba pro antiku, který nevytrhává vzdělávání z žité praxe, nýbrž jej vnímá jako její integrální součást.

## Historie

### Počátky
Learning design se začal výrazněji rozvíjet během druhé světové války, kdy vznikla potřeba efektivně školit dovednosti využitelné v praxi. Mezi první aplikace patřily například výcvik pilotů a jazykové kurzy pro vojáky. Vzdělávací programy byly navrženy tak, aby umožňovaly rychlé osvojení znalostí a jejich okamžitou aplikaci.
Tento přístup se v armádních organizacích uplatňuje dodnes. NATO využívá kombinovaná školení, která propojují online výuku s praktickými prezenčními aktivitami. Cílem je například rozvíjet schopnost předvídat hrozby, jako jsou nášlapné miny, a tím minimalizovat ztráty na životech.

### Rozvoj v nadnárodních organizacích
Vedle vojenského prostředí se learning design rozšířil také do humanitárních a nadnárodních organizací. Organizace jako FAO od 2. světové války pracují na vzdělávacích programech v oblastech postižených hladomorem, zejména v subsaharské Africe a jihovýchodní Asii. Tyto programy kombinují teoretické znalosti s praktickými dovednostmi, aby místní obyvatelé dokázali řešit konkrétní problémy, jako je zajištění potravinové soběstačnosti.

### Vliv filozofů
Learning design navazuje na myšlenky řady významných filozofů, jako byli Platón a Aristoteles, kteří zdůrazňovali propojení teorie a praxe. Velký vliv měl také Jan Amos Komenský, který prosazoval myšlenku, že vzdělávání má člověka zasáhnout tam, kde se právě nachází, a že jeho cílem není pouhé získávání vědomostí, ale rozvoj schopnosti řešit praktické výzvy světa.
Moderní přístupy dále rozvíjejí teorie, jako je například práce filozofa Luciana Floridiho, která zdůrazňuje význam vzdělávání v kontextu digitálního věku.

## Principy

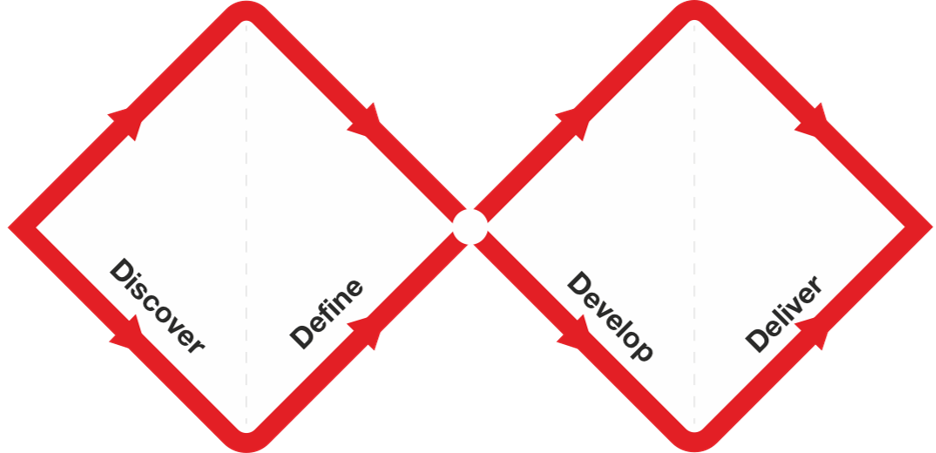
A diagram of the design and innovation process

Na rozdíl od standardně strukturované výuky, je možné v rámci learning designu upravovat například načasování, četnost, nebo pořadí průchodu vyučovanými tématy a zkouškami. Výuka je zde realizována pomocí předem stanovených vzdělávacích modelů. Learning design inteligentně kombinuje digitální technologii, moderní pedagogické přístupy jako konstruktivismus, přitom, ale neváhá použít i starší přístupy jako kognitivismus či behaviorismus vzhledem k tomu, jaký kurz právě vytváří a pro jakou skupinu, či jednotlivce, aby bylo vzdělávání nejvíce efektivní.
Při návrhu vzdělávacích kurzů learning designer aplikuje řadu vzdělávacích strategií a modelů. Velmi často aplikuje Bloomovu taxonomii vzdělávání, třífázový model výuky E-U-R (evokace-uvědomění-reflexe), Double Diamond proces či klíčový model ADDIE.

Bloomova taxonomie vzdělávání

ADDIE je model užívaný při navrhování vzdělávacích kurzů a výukových materiálů. Samotný název je akronymem pro 5 základních fází tohoto modelu. Těmi jsou:
- Analýza (Analysis) – Identifikace vzdělávacích potřeb a cílové skupiny.

- Definice (Design) – Návrh cílů, výukových strategií a materiálů.

- Design (Development) – Vývoj výukových materiálů a obsahu.

- Implementace (Implementation) – Realizace vzdělávacího programu.

- Evaluace (Evaluation) – Hodnocení efektivity kurzu a získání zpětné vazby.

## Instructional design
Pojmy instructional design (ID) a learning design (LD) jsou často zaměňovány. Ačkoli se tyto pojmy často překrývají, existují mezi nimi významné rozdíly hlavně v přístupu, zaměření a terminologii.
Instructional Design se tradičně zaměřuje na strukturovaný proces návrhu instrukcí a výuky, s cílem efektivně předávat znalosti a dovednosti. Využívá systematické modely, jako je ADDIE, které zdůrazňují analýzu potřeb, cíle výuky, obsah a hodnocení. Často klade důraz na instrukce, tedy na to, jak učitel nebo materiál přenáší obsah na studenty. Typicky se používá při tvorbě e-learningových kurzů, školení ve firmách nebo při vývoji učebních materiálů.
Learning Design se více se zaměřuje na učení samotné a na zkušenosti studentů, jak si osvojují znalosti a dovednosti. Klade důraz na tvorbu učebních prostředí a aktivit, které podporují zapojení, spolupráci a rozvoj dovedností studentů. Orientuje se hlavně na studenta a jeho potřeby, s využitím moderních pedagogických přístupů, jako je konstruktivismus, aktivní učení nebo personalizace. Je vhodný pro formální i neformální vzdělávání, často zahrnuje digitální technologie, interaktivní metody a design vzdělávacích ekosystémů. LD se více používá v Evropě a Austrálii, zatímco ID je častější v USA. V praxi se oba přístupy mohou kombinovat, záleží na kontextu a cílech vzdělávání.

## Kdo je Learning Designer

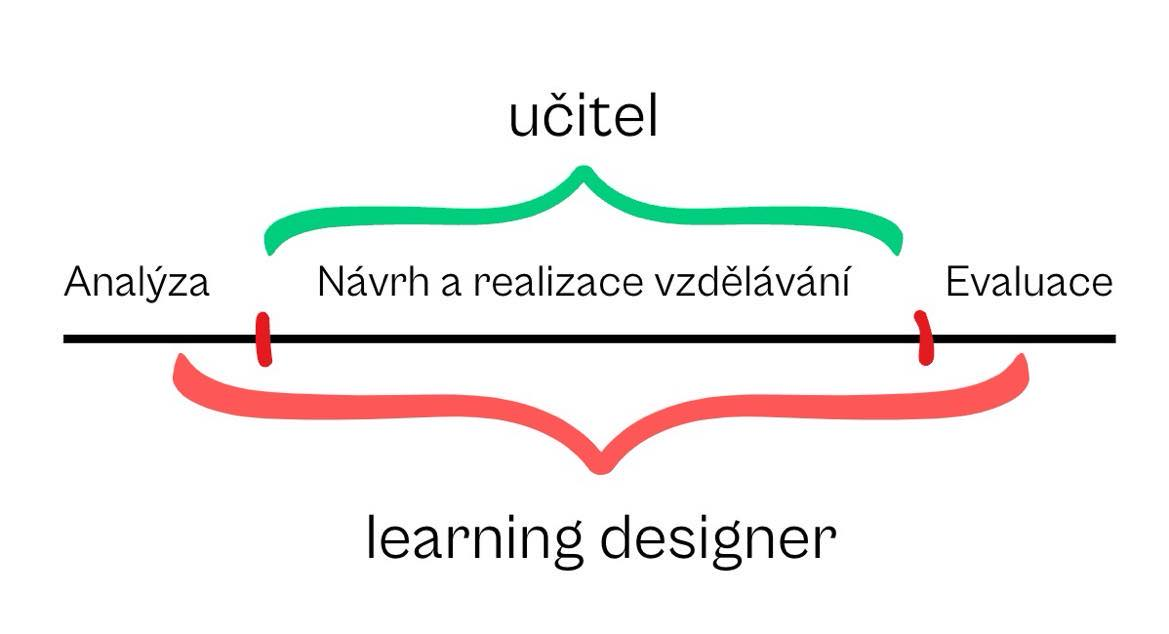
Rozdíl mezi pedagogem a learning designerem v přípravě kurzu

Learning designer je odborník, jehož role přesahuje tradiční pojetí učitele. Jeho práce začíná ještě před samotným vzdělávacím procesem a pokračuje i po jeho skončení.
Role learning designera je mapování potřeb a očekávání, proto po zadání úkolu stráví významnou část přípravy analýzou cílové skupiny, aby mohl vytvořit vzdělávací program přizpůsobený "na míru". Na základě analýzy navrhuje vzdělávací program, který odpovídá specifickým požadavkům klientů a dané situace. Práce learning designera nekončí ukončením výuky. Zajímá ho, co se podařilo, co nefungovalo, a jak může zlepšit své budoucí projekty.
Learning designer vnímá vzdělávání jako službu, která má naplnit potřeby klientů. Jeho cílem je, aby vzdělávací proces odpovídal očekáváním účastníků a minimalizoval riziko jejich nespokojenosti nebo předčasného ukončení kurzu.
V České republice lze studovat learning design na vysokých školách. Absolventi nacházejí uplatnění na univerzitách, v neziskových organizacích, ve státní správě, v personálních odděleních firem a korporací.
Learning designer čerpá nejen z pedagogických věd, ale také z oborů, jako je počítačová věda nebo design služeb. Tato multidisciplinární povaha zaměstnání přináší do vzdělávání nové impulsy a možnosti, jak řešit různé vzdělávací výzvy.